# イバーナ・バニャク
イバーナ・バニャク（Ivana Vanjak、1995年5月30日 - ）は、ドイツの女子バレーボール選手。ドイツ代表。

## 来歴

### クラブチーム
フランクフルト・アム・マイン出身。2011年、TG Bad Sodenに入団。2012/13シーズンはVCヴィースバーデンでプレーし、ブンデスリーガで4位となった。2013年、アメリカ合衆国のスタンフォード大学へ進学。2016年のNCAA女子バレーボール選手権大会では優勝を果たした。2017年8月、USC Münsterへ加入することが発表された。主力選手として活躍していたが、2018/19シーズンの試合中に膝の怪我により長期間の離脱を余儀なくされたが、翌シーズンを前にした代表合宿の2019年8月には試合復帰を果たした。2020年5月、フランスのバレー・ミュルーズ・アルザスへの移籍が発表され、2020/21シーズンのフランスリーグ、フランスカップでは優勝に貢献した。2021年12月、トルコリーグのクゼイボルへ移籍し、1シーズンプレーした。2022/23シーズンは中国スーパーリーグのチームでプレーする予定だったが、膝の怪我のため契約を解除した。2023年6月、アリアンツ MTV シュトゥットガルトへ移籍し、2023/24シーズンのブンデスリーガでは優勝に貢献した。ドイツカップ、スーパーカップとの3冠を達成した。2024年4～7月にはインドネシアのクラブでプレーし、同年8月にギリシャのオリンピアコスと契約し、2024/25シーズンのギリシャカップでは優勝を果たした。

### 代表チーム
2013年にクロアチアのアンダーカテゴリー代表として試合に出場した。2018年、ドイツのシニア代表に初選出され、同年のネーションズリーグでデビューした。同年9-10月に日本で開催された世界選手権に出場した。2019年、欧州選手権に出場した。2022年、ネーションズリーグに出場した。

## 人物
両親はクロアチア出身であり、ドイツとクロアチアの二重国籍を持つ。

## 球歴
- 世界選手権 - 2018年
- 欧州選手権 - 2019年
- ネーションズリーグ - 2018年、2021年、2022年

## 所属クラブ
- TG Bad Soden（2011-2012年）
- VCヴィースバーデン（2012-2013年）
- スタンフォード大学（2013-2017年）
- TG Bad Soden（2016-2017年）
- USC Münster（2017-2020年）
- バレー・ミュルーズ・アルザス（2020-2021年）
- クゼイボル（2021-2022年）
- アリアンツ MTV シュトゥットガルト（2023-2024年）
- Jakarta Pertamina Enduro（2024年）
- オリンピアコス（2024年-）